# Перипл

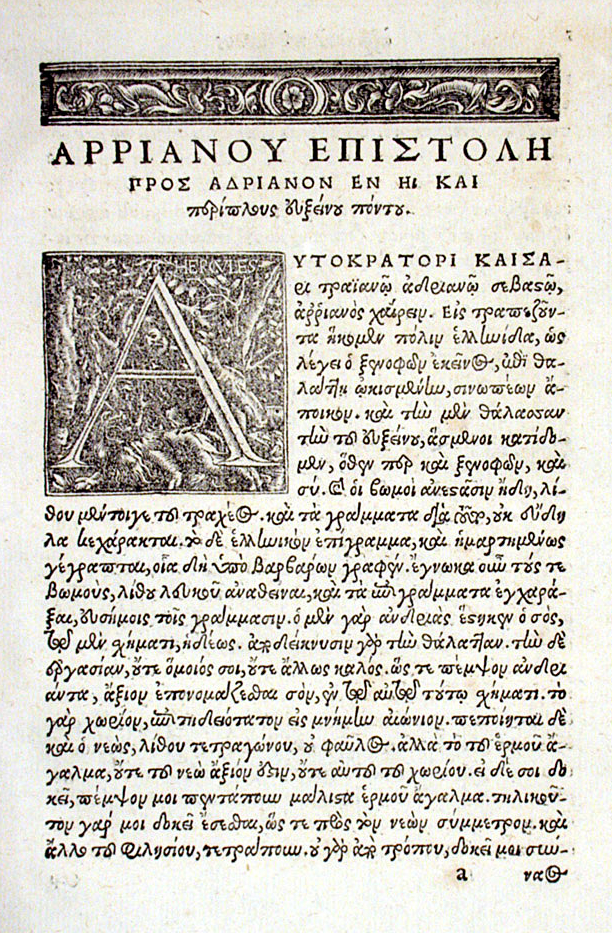
Beginn von Arrians Periplous Euxeinou Pontou in der Editio princeps von Johann Froben und Nicolaus Episcopius, Basel 1533

Пери́плы (др.-греч. περίπλους, от περιπλέω, «плыть кругом (вокруг), огибать») — вид древнегреческой литературы, в котором описываются морские путешествия и морские плавания вдоль берегов.
Современная наука разделяет периплы на два вида:
1. собственно описание дальних путешествий и
2. произведения, ставящие перед собой задачу дать практическое руководство мореплавателю.

К периплам первой группы относится не дошедший до нас, очевидно, один из самых ранних периплов (написан во 2-й половине VI века до н. э.), который использовался Авиеном для описания берегов Британии, Испании и Галлии. К концу VI — началу V веков до н. э. относится перипл, составленный карфагенянином Ганноном о своём путешествии вокруг Африки. К IV веку до н. э. относится описание плавания от реки Инд к Евфрату, совершённое греко-македонской флотилией Неарха. Впоследствии перипл Неарха был использован Страбоном и Аррианом; у них же сохранились свидетельства о существовании периплов Чёрного моря и пути в Атлантику.
В периплах второй группы можно прочесть особенности и опасности морского пути, места удобных гаваней, возможности пополнения на берегу запасов воды и необходимых припасов, расстояния между пунктами и т. д. Наиболее ранний из известных периплов этой группы, написанный в середине IV века до н. э., приписывается греку Скилаку (т. н. Псевдо-Скилак). Этот перипл содержит описание побережий Чёрного и Средиземного морей. Около 110 года до н. э. был составлен перипл Красного моря, фрагменты которого можно найти у Фотия и Диодора Сицилийского. В I веке н. э. был составлен «Перипл Эритрейского моря» — подробный перипл плаваний из Египта в Индию. Большинство периплов не сохранилось.

## Издание текстов
- C.Müller «Geographi Graeci Minores», v.2, Paris 1861.